# Anton Maurer
Anton Maurer (Braunau am Inn, 10 mei 1881 – Andorf, 12 juni 1961) was een Oostenrijks componist, dirigent, organist en militaire muzikant. 

## Levensloop
Maurer begon zijn muzikale carrière als scholier in de militaire muziekkapel van het 4e Tirools Keizerjagers-Regiment in Innsbruck en bleef in deze formatie tot 1902. Hij vertrok vervolgens naar Andorf in Opper-Oostenrijk en richtte aldaar in 1905 de Marktmusikkapelle Andorf op en werd hun dirigent. Ook in de omgeving was hij een grote hulp bij de oprichting van harmonieorkesten bijvoorbeeld bij de oprichting van de Musikkapelle Diersbach. Vanaf 1917 was hij eveneens organist in Andorf. Voor zijn verdiensten werd hem in 1954 het gouden muziekereteken uitgereikt.
Als componist schreef hij diverse werken voor harmonieorkest en kamermuziek. 

## Trivia
In de gemeente Andorf is een straat naar hem vernoemd, de Anton-Maurer-Gasse. 

## Composities

### Werken voor harmonieorkest
- 1930 Herz Jesu Bundesmarsch
- 1950 Der fidele Trompeter, concertpolka voor twee trompetten en harmonieorkest
- Drahrertisch - Hymne van Andorf, voor gemengd koor (of samenzang) en harmonieorkest - tekst: Leopold Gruber (1885–1970)[3]
- Feststimmung, ouverture

### Kamermuziek
- Triowalzer, voor blaaskwintet